# تشارلز بينكني (حاكم)
كان تشارلز بينكني (26 أكتوبر 1757 -29 أكتوبر 1824) من الآباء المؤسسين للولايات المتحدة الأمريكية، كما كان مزارعًا وسياسيًا، ومن الموقعين على دستور الولايات المتحدة الأمريكية. شغل منصب الحاكم السابع والثلاثين لولاية جنوب كارولاينا، كما شغل المنصب لاحقًا لفترتين غير متتاليتين. كان عضوًا في مجلس الشيوخ الأمريكي، كما كان عضوًا في مجلس النواب. كان ابن عم من الدرجة الأولى للموقع تشارلز كوتسورث بينكني.
شمل نسل بينكني سبعة حكام مستقبلين لولاية جنوب كارولاينا، ومنهم رجال ذو صلة بعائلتي مايبانك وريت.

## المسيرة المهنية
انتُخب بينكني كممثل في كونغرس القاري الثالث (1777-1778). بدأ ممارسة القانون في مدينة تشارلستون عام 1779 حين بلغ الحادية والعشرين من عمره. التحق بينكني بالميليشيا في ذلك الوقت، بعد بدء الحرب الاستقلالية، وأصبح ملازمًا، وخدم في حصار سافانا. اُعتقل بينكني، عندما سقطت مدينة تشارلستون على يد البريطانيين في العام التالي، واحتُجز كأسير حتى يونيو 1781، ثم أُرسل شمالًا للتبادل المحتمل. لم يعد إلى مدينة تشارلستون حتى عام 1783. اُعتقل والده أيضًا، ومعه أكثر من 160 رجلًا، وافق الكولونِيل بينكني على توقيع قسم الولاء للبريطانيين، من أجل تفادي مصادرة ممتلكاته وتدميرها. دفع بينكني غرامة 12% على ممتلكاته بعد الحرب لأنه أقسم ولاء موالي (الثورة الأمريكية).
انتُخب بينكني مرة أخرى في الكونغرس القاري عقب الحرب، حيث خدم منذ 1784 حتى 1787. انتُخب في الجمعية التشريعية للولاية عدة مرات في الأعوام التالية: (1779-1780، 1786-1789، 1792-1796). عمل في الكونغرس، بصفته أحد القوميين، في محاولة منه لكي تحصل الولايات المتحدة على حقوق الملاحة من إسبانيا إلى نهر الميسيسيبي وتعزيز سلطة الكونغرس.
امتلك بينكني في نهاية المطاف عدة مزارع، ومنزل ريفي في مدينة تشارلستون، بالإضافة إلى مزارع سني فارم، مزرعة فرانكفيل وهوبتون، وهما مزرعتان تقعان على جانبي نهر كونغاري بالقرب من دولة كولومبيا. كما كان له مزرعة في جورجتاون تتألف من 560 فدانًا من المستنقعات المدارية و600 فدانًا من الأراضي المرتفعة، وقطعة أرض تبلغ مساحتها 1200 فدان تسمى لينشز كريك، وحقل على نهر أشيبو يُسمى في فارم، وشيل هول، وهو عبارة عن منزل يضم أربعة فدادين في كنيسة المسيح في هادريلز بوينت، كما كان له منزل ذو حديقة في شارع ميتينغ بمدينة تشارلستون، ومزرعة رايتس سافانا على جانب كارولاينا ناحية نهر سافانا، وقطعة أرض على نهر سانتي فوق القناة، تحتوي على عبّارة تسمى ماونت تاسيتوس. بعد أن تزوج بينكني من إيلينور لورينز في عام 1788، أصبح منزله الرئيسي يتكون من ثلاثة طوابق ومبنى من الطوب في 16 شارع ميتينغ مدينة تشارلستون. سجل التعداد السكاني الفيدرالي لعام 1790، أنه يمتلك 14 عبدًا في مدينة سانت فيليب وسانت مايكل، و52 عبدًا في سانت بارثولوميو، و45 عبدًا في منطقة أورانجبورغ، بالإضافة إلى مزارع سني فارم، حيث سُجل فيها 40 عبدًا حسب وثيقة وصية ترجع لوالده عام 1787.
يُعد دور بينكني في الاجتماع الدستوري مثيرًا للجدل. على الرغم من كونه أحد أصغر الممثلين، ادعى فيما بعد أنه كان الأكثر تأثيرًا، وزعم أنه قدم مسودة، تُعرف باسم خطة بينكني، التي كانت أساس الدستور النهائي. اعترض جيمس ماديسون وبعض الأعضاء الآخرين في الجمعية التأسيسية على ذلك اعتراضًا صارمًا. قدم بينكني نسخة من خطة فرجينيا المفصلة التي اقترحها إدموند راندولف في البداية، ولكن تجاهلها الممثلين الآخرين. قيم المؤرخون دوره كممثل مساهم مهم. تفاخر بينكني بأنه كان في سن 24 عامًا، ما سمح له بادعاء التميز كأصغر ممثل، ولكنه كان في الحقيقة يبلغ من العمر 29 عامًا في ذلك الوقت. حضر المؤتمر بدوام كامل، تحدث كثيرًا وبشكل فعال، ساهم في صنع المسودة النهائية وحل المشكلات التي نشأت أثناء المناقشات. شارك أيضًا في التصديق على الدستور في ولاية كارولاينا الجنوبية عام 1788.
قدم بييرس بتلر وبينكني في المؤتمر، وكلاهما من كارولاينا الجنوبية، بند العبد الهارب (المادة الرابعة، القسم الثاني، البند الثالث). اعترض جيمس ويلسون من بنسلفانيا، قائلًا إنها حماية خاصة للسادة المستعبدِين، مطالبًا جميع حكومات الولايات تنفيذها على نفقة المكلفين، في الأماكن التي لا يمتلك فيها أحد أي عبيد. تراجع بتلر عن البند، لكن في اليوم التالي، أعاد أحد سكان الجنوب إدراج البند ووافق المؤتمر عليه دون اعتراضات أخرى. وأُضيف هذا البند إلى البند الذي يقوم بتسليم الهاربين من العدالة.
لا يجوز لأي شخص مُحتجز بموجب القانون أو التنظيم في إحدى الولايات، الهروب إلى ولاية أخرى، ولا يجوز الإفراج عنه من هذه الخدمة أو العمل، ولكن يجب تسليمه بناءً على طلب الطرف الذي قد يكون مستحقًا لهذه الخدمة أو العمل.
طُبق هذا البند لأول مرة على العبيد الهاربين، واشتُرط أن يجري تسليمهم بناءً على مطالب أسيادهم. كانت الولايات الحرة، في بعض الأحيان، ترفض رغم ذلك تنفيذ هذا البند. أدى قوانين الآبقين لعام 1850 إلى زيادة المتطلبات على الولايات، وفرض عقوبات على عدم المساعدة في إعادة العبيد. لم يتم القضاء على هذه الممارسة إلا بعد إلغاء التعديل الثالث عشر لدستور الولايات المتحدة الأمريكية للرق. فشلت محاولة إلغاء هذا البند من الدستور أثناء الحرب الأهلية في عام 1864.
قدم بينكني بندًا في الدستور يعارض وجود دين رسمي للدولة. كان بند معارضة الاختبار الديني الخاص به على النحو التالي:
لن نجري اختبار ديني أبدًا كمؤهل لأي منصب أو ولاية عامة في الولايات المتحدة.
وافق العديد من المصوتين على هذا العبارة عند عرضها للتصويت ولم يعارضها الكثير. ولأول مرة، لم يعد هناك حاجة لدى المسؤولين في الحكومة الوطنية لاحترام دين معين دون غيره. يعود الفضل أيضًا لبينكني في إدراج طلب المثول أمام القضاء في الدستور. بدأ ذلك عندما قُدم بالصيغة التالية: «ولن يتعلق بامتياز طلب المثول أمام القضاء أبدًا، إلا في حالة الثورة أو الغزو». يُعد ذلك الطلب جزءًا من المادة الأولى من دستور الولايات المتحدة الحالي.
ازدهرت حياة بينكني السياسية منذ عام 1789 حتى عام 1792. انتخبه المجلس التشريعي لولاية كارولاينا الجنوبية كحاكم للولاية، وترأس الاجتماع الدستوري للولاية في عام 1790. أصبح خلال هذه الفترة مرتبطًا بالحزب الفيدرالي، حيث كان هو وابن عمه تشارلز كوتسوورث بينكني زعيمين فيه. لكن، مع مرور الوقت، بدأت آراءه تتغير. هاجم معاهدة جاي التي كان يدعمها الحزب الفيدرالي عام 1795. بدأ بالتوجه السريع نحو الحزب الجمهوري الديمقراطي في المناطق الريفية في كارولاينا، ضد النخبة الشرقية التي كان جزءًا منها. كان السكان في الجزء الغربي من الولاية في تزايد، ولكن تقسيم التمثيل القانوني كان يصب في صالح مزارعي الأراضي المنخفضة. انتُخب بينكني مرة أخرى، في عام 1796، كحاكم للولاية من قبل المجلس التشريعي.  انتخبه أنصاره من الحزب الجمهوري الديمقراطي في المجلس التشريعي عام 1798، ليصبح عضوًا في مجلس الشيوخ الأمريكي.
عارض بينكني بشدة إجراءات حزبه السابق. عمل كمدير حملة توماس جيفرسون في ولاية كارولاينا الجنوبية في الانتخابات الرئاسية الأمريكية عام 1800. عينه جيفرسون كسفير لإسبانيا (1801-1805). حاول الحصول على تنازلات من إسبانيا لصالح الولايات المتحدة فيما يتعلق بفلوريدا الإسبانية ولكنه لم ينجح. سهل عملية قبول إسبانيا لنقل ولاية لويزيانا من فرنسا إلى الولايات المتحدة عام 1803، عن طريق شراء ولاية لويزيانا. (كانت إسبانيا قد أعادت السيطرة على هذا الإقليم إلى فرنسا بقيادة نابليون).
عاد بينكني من إسبانيا إلى مدينة تشارلستون، واستعاد قيادة حزب الديمقراطيين الجمهوريين في الولاية. كان في المجلس التشريعي منذ عام 1805 حتى عام 1806، وانتُخب مرة أخرى كحاكم (1806-1808). أثناء توليه هذا المنصب، أيد إعادة توزيع التمثيل القانوني لمنح المناطق النائية تمثيلًا أكثر عدلًا. كما دعا إلى منح حق التصويت لجميع الرجال البيض. عمل مرة أخرى في المجلس التشريعي منذ عام 1810 حتى عام 1814، ثم انسحب مؤقتًا عن السياسة. فاز في انتخابات مجلس النواب الأمريكي عام 1818، حيث كان ضد تسوية ميزوري. كان من أكبر ملاك العبيد، وكانت ثروته تعتمد على العمل العبودي في مزارعه، وأيد توسيع مؤسسة العبودية إلى الأقاليم والولايات الجديدة.
تقاعد بينكني للمرة الأخيرة من السياسة عند تدهور صحته عام 1821. تُوفي عام 1824. أقاموا له نصب تذكاري في كنيسة سانت مايكل في مدينة تشارلستون بولاية كارولاينا الجنوبية. صمم سليمان جيبسون (شقيق جون جيبسون) النصب التذكاري لبينكني في مدينة ليفربول ببريطانيا العظمى.